# Rio Sports d'Anyama
Le Rio-Sports d'Anyama est un club de football de ivoirien basé à Anyama, le club évolue en Championnat de Côte d'Ivoire de 3e division.

## Joueurs emblématiques
- Abbé Luc
- Vincent de Paul Angban
- Arouna Koné
- Laurent Pokou
- Moussa Traoré